# Krásna Ves
Krásna Ves este o comună slovacă, aflată în districtul Bánovce nad Bebravou din regiunea Trenčín. Localitatea se află la altitudinea de 256 m deasupra n.m., se întinde pe o suprafață de 10,22 km2 și în 2017 număra 512 locuitori.

## Istoric
Localitatea Krásna Ves este atestată documentar din 1208.

## Demografie
| An:                | 1994 | 2004   | 2014   | 2024    |
| ------------------ | ---- | ------ | ------ | ------- |
| Număr de persoane: | 505  | 510    | 535    | 470     |
| Diferență:         |      | +0,99% | +4,90% | −12,14% |

| An:                | 2023 | 2024 |
| ------------------ | ---- | ---- |
| Număr de persoane: | 470  | 470  |
| Diferență:         |      | +0%  |